# Itzincab de Palomeque

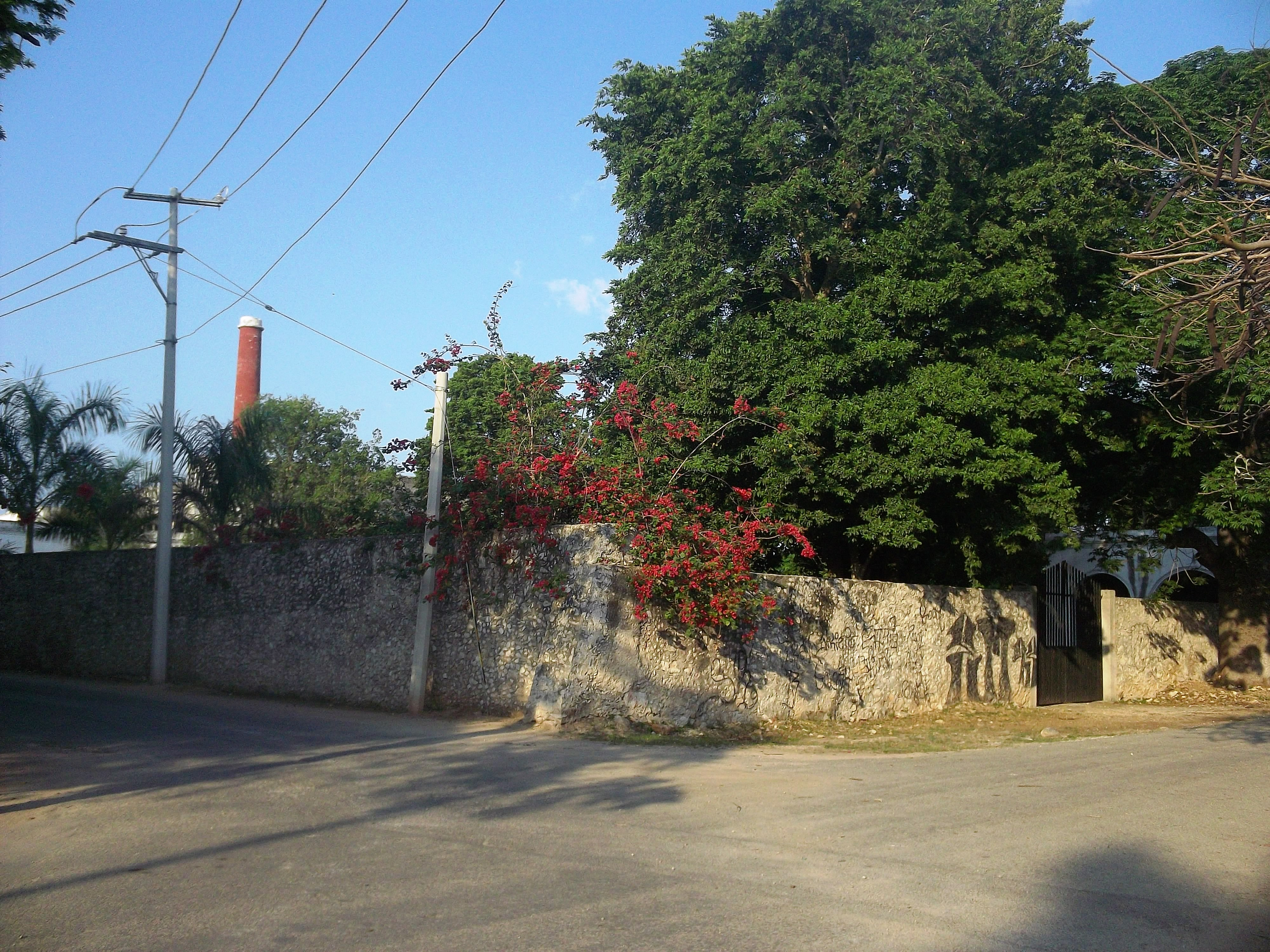
Entrada al viejo casco de la hacienda Itzincab de Palomeque

Itzincab de Palomeque fue una vieja hacienda henequenera  ubicada al suroeste de la ciudad de Mérida al norte del municipio de  Umán y cercano de la cabecera municipal, en México. La desaparecida hacienda henequenera tuvo su origen temprano en la segunda mitad del siglo XVI como un feudo ganadero que más tarde, hacia mediados del siglo XIX, cobró su vocación henequenera, cuando la agroindustria creció exponencialmente hasta alcanzar su auge hacia finales de dicho siglo.

## Toponimia
El origen del toponímico y patronímico Itzincab está relacionado con el vocablo maya  It’sinkabal, que traducido al español significa la tierra del hermano.

## Datos históricos
Las haciendas en Yucatán fueron organizaciones agrarias que surgieron a finales del siglo XVII y en el curso del siglo XVIII a diferencia de lo que ocurrió en el resto de México y en casi toda la América hispana, en que estas fincas se establecieron casi inmediatamente después de la conquista y durante el siglo XVII. En Yucatán, por razones geográficas, ecológicas y económicas, particularmente la calidad del suelo y la falta de agua para regar, tuvieron una aparición tardía.
Una de las regiones de Yucatán en donde se establecieron primero haciendas maiceras y después henequeneras, fue la colindante y cercana con Mérida. A lo largo de los caminos principales como en el "camino real" entre Campeche y Mérida, también se ubicaron estas unidades productivas. Fue el caso de los latifundios de Hacienda Yaxcopoil, Xtepén, Uayalceh, Temozón, y San Antonio Sodzil.
Ya en el siglo XIX, durante y después la llamada Guerra de Castas, se establecieron las haciendas henequeneras en una escala más amplia en todo Yucatán, particularmente en la región centro norte, cuyas tierras tienen vocación para el cultivo del henequén.
En el caso de Itzincab, al igual que la mayoría de las otras haciendas, dejaron de serlo, con peones para el cultivo de henequén, para convertirse en ejidos, es decir, en una unidad colectiva autónoma, con derecho comunitario de propiedad de la tierra, a partir del año 1937, después de los decretos que establecieron la reforma agraria en Yucatán, promulgados por el presidente Lázaro Cárdenas del Río. El casco de la hacienda permaneció como propiedad privada.

## Industria henequenera
En los tiempos en que había abundante producción de henequén, las haciendas contaban con sus propios equipos para desfibrar las pencas del agave. De esta manera, el producto final, denominado sosquil en lengua maya, la fibra del henequén, era enviada para su aprovechamiento textil a los centros cordeleros donde se completaba el proceso de industrialización del agave.
A partir de le segunda mitad del siglo XIX, la agroindustria henequenera y los productos que de ella derivaron fueron ganando aceptación en el mercado mundial. A partir de entonces, se cultivó cada vez más el henequén en las haciendas de Yucatán, especialmente en la zona denominada región henequenera destinándose para ese propósito grandes extensiones de tierra y utilizándose abundante mano de obra para la actividad.
Itzincab operó como hacienda henequenera desde 1855 hasta 1937.

## Galería

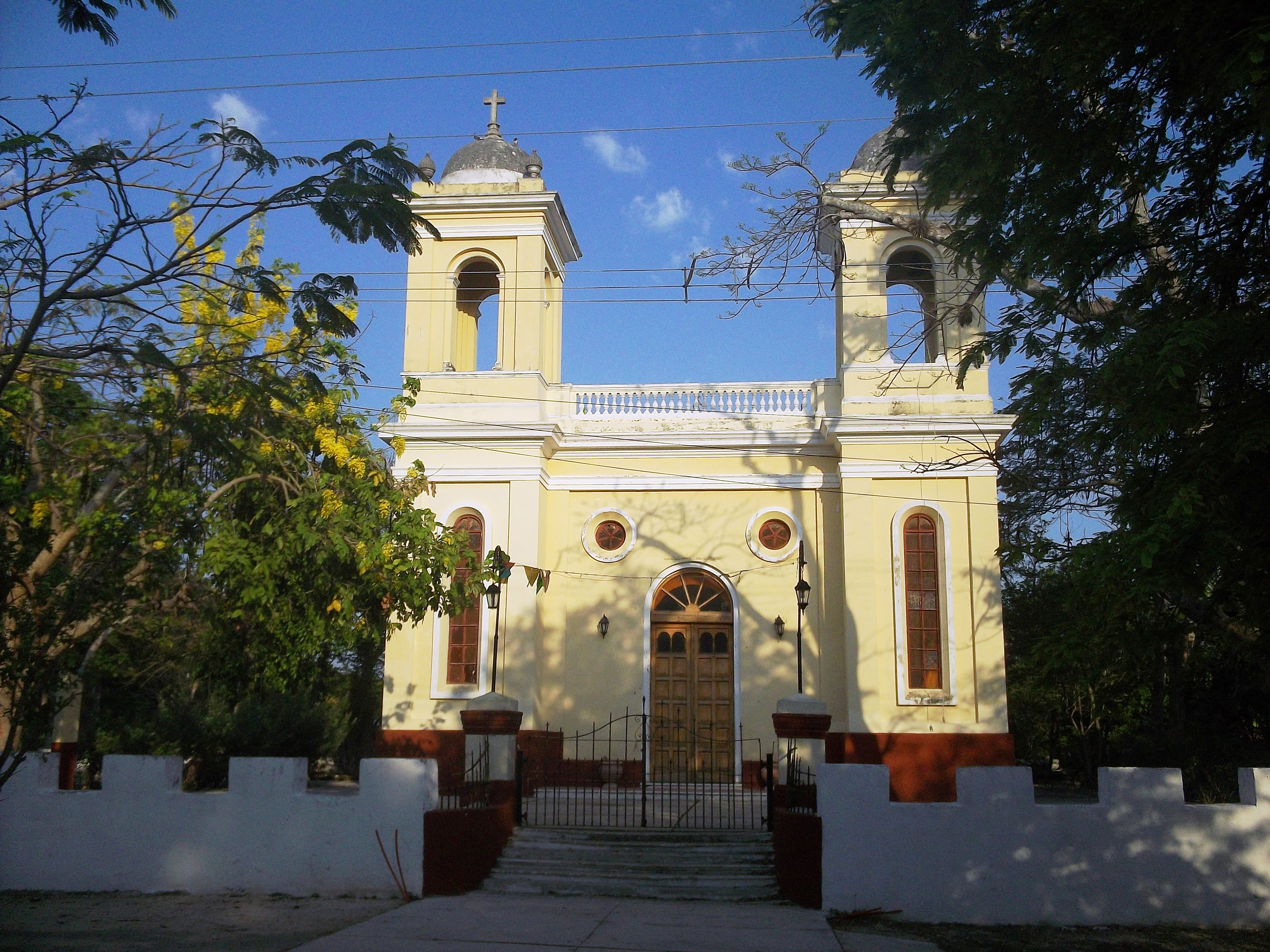
Iglesia de la hacienda Itzincab.
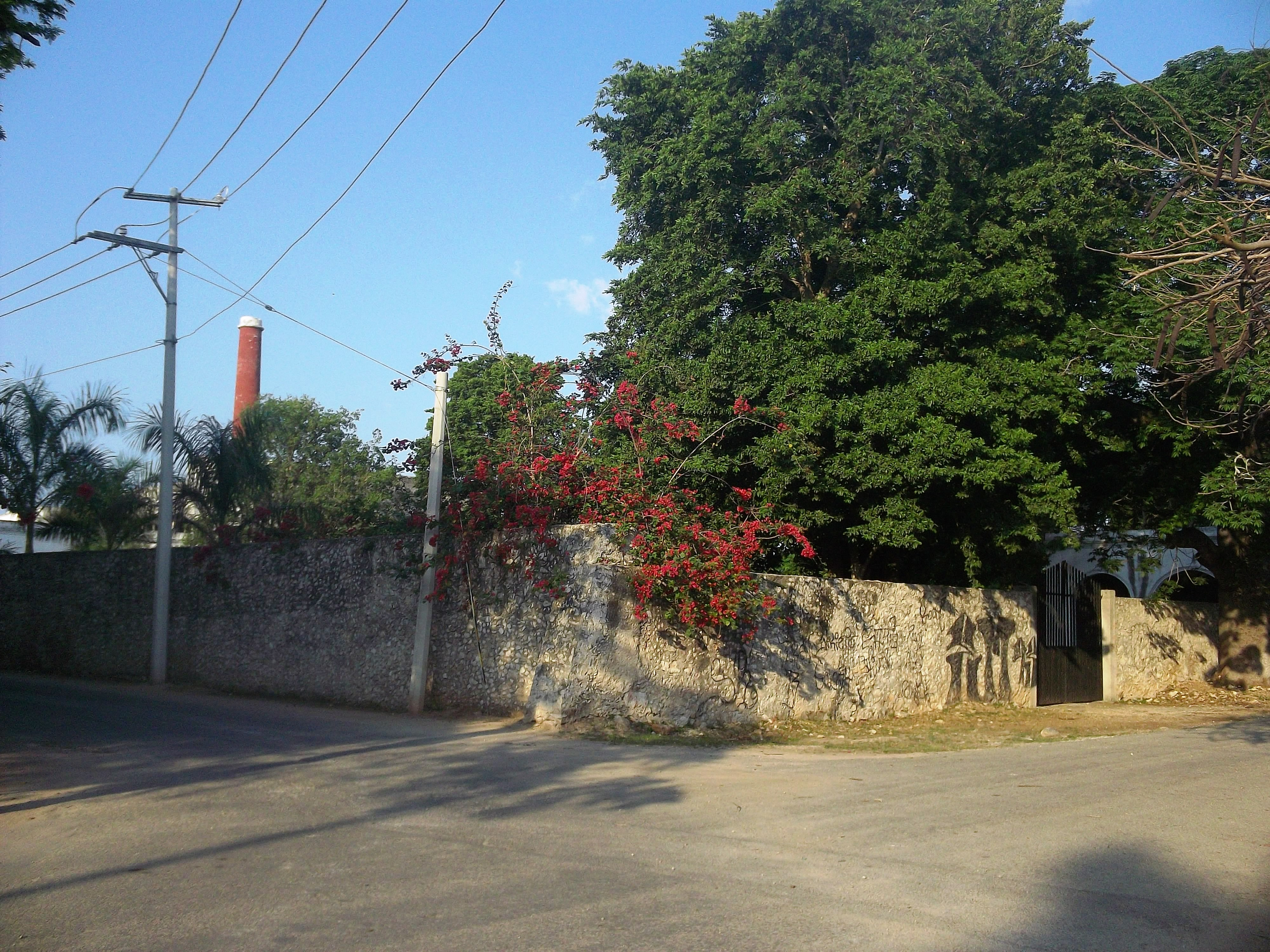
Vista de la hacienda Itzincab.
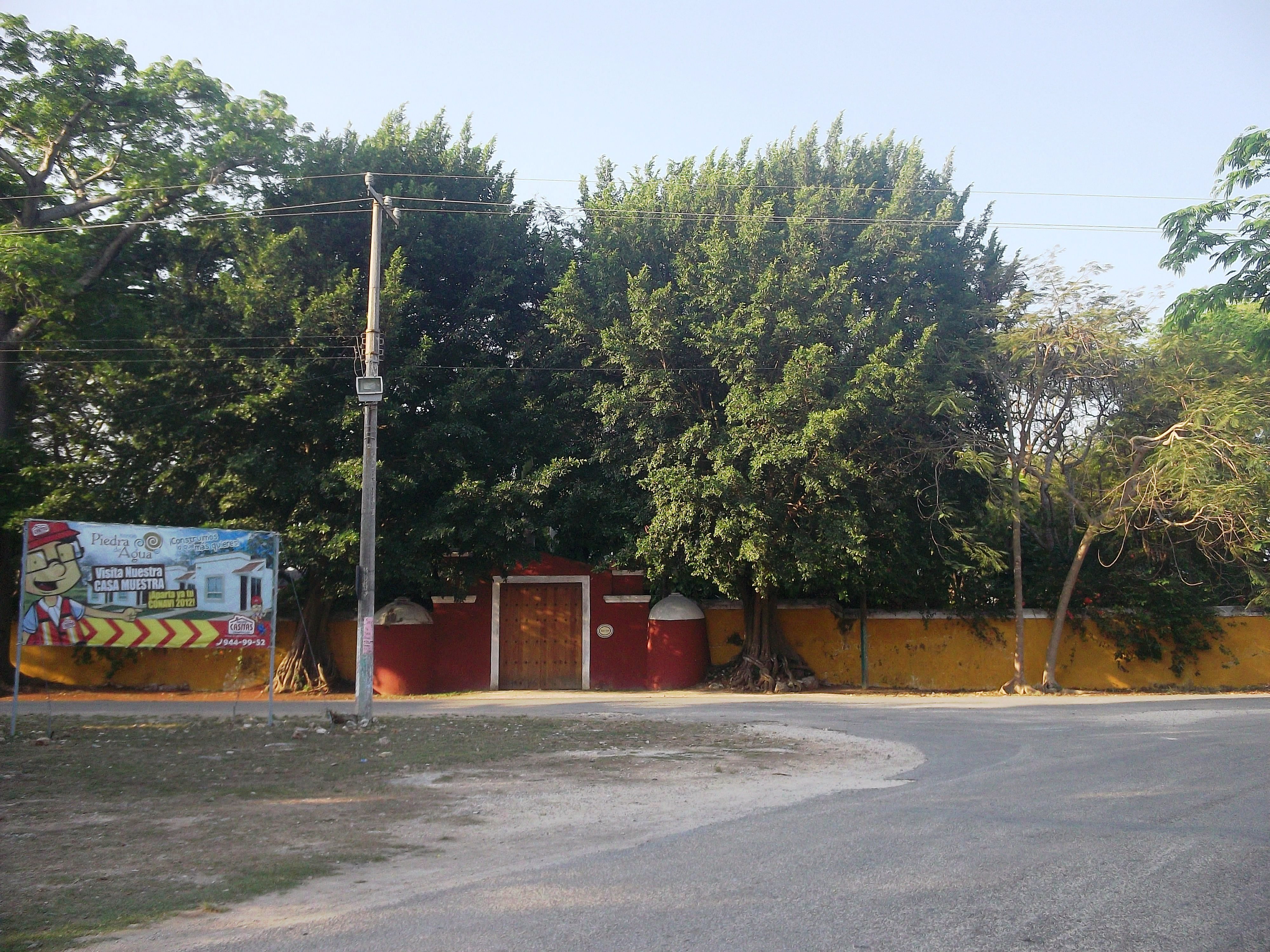
Vista de la hacienda Itzincab.
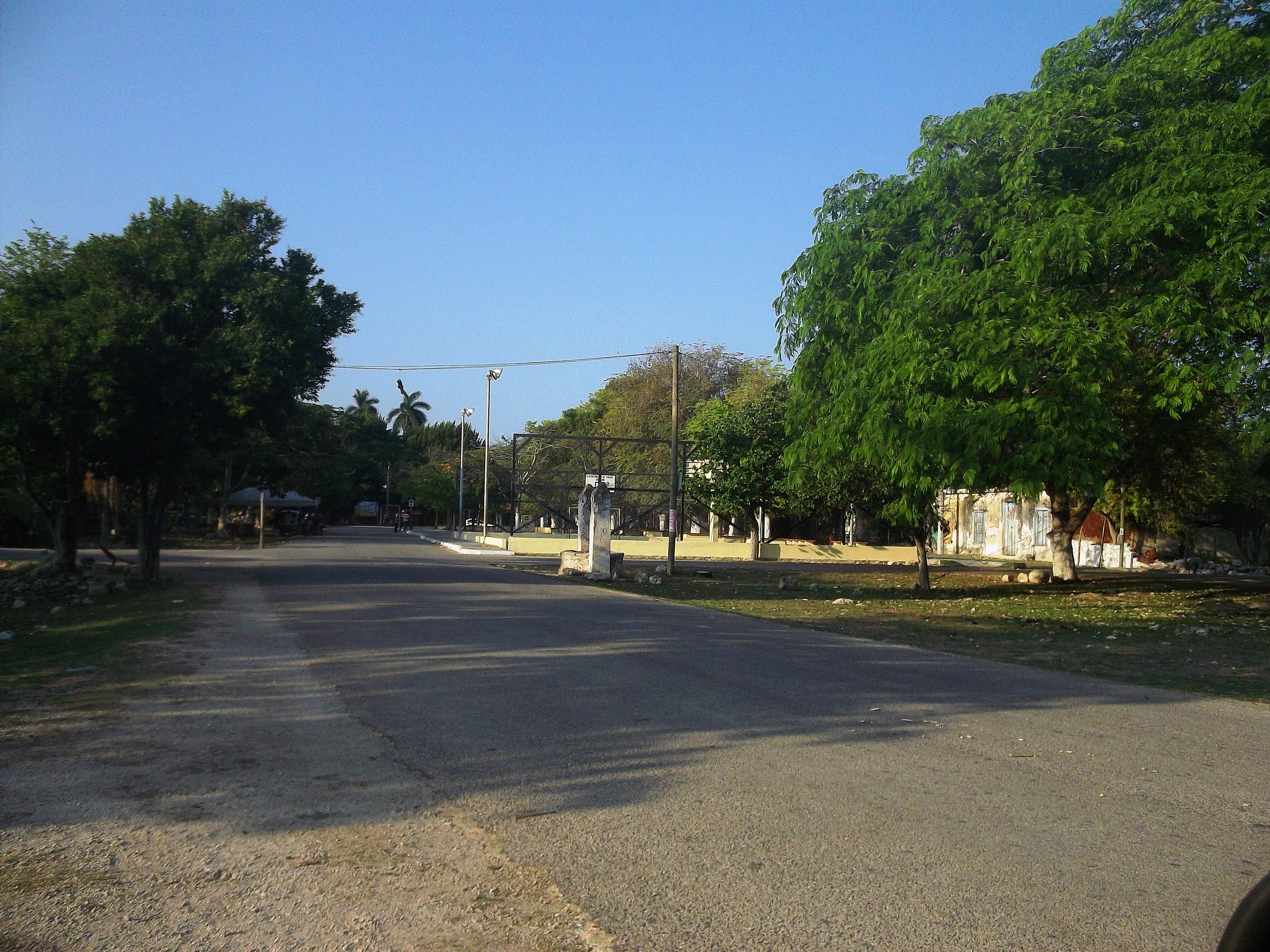
Vista de la hacienda Itzincab.
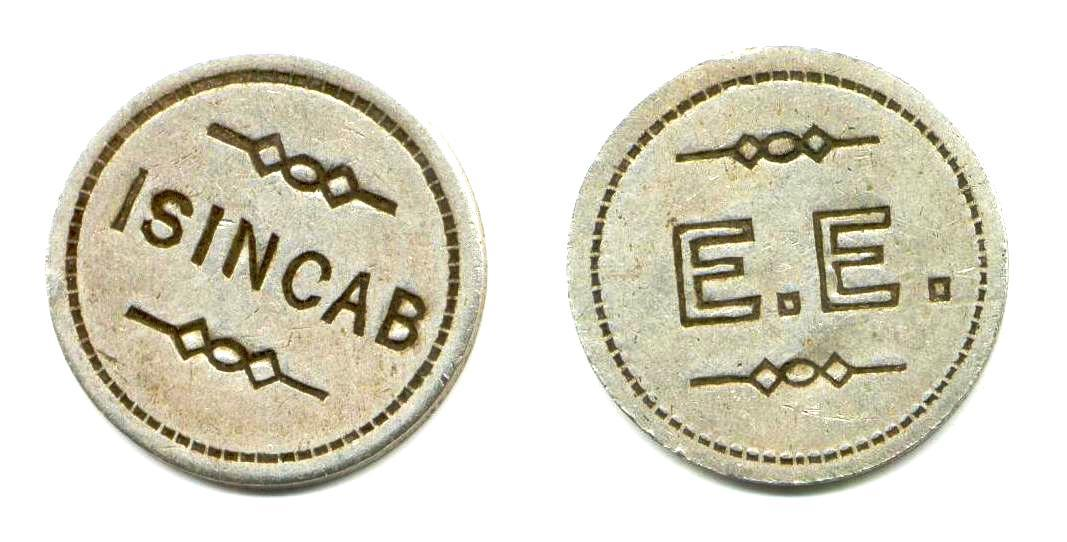
Ficha de hacienda.